# Ludwig Kögl
Ludwig Kögl est un footballeur allemand né le 7 mars 1966 à Penzberg (Bavière). Il évoluait au poste de milieu de terrain.

## Carrière
- 1972–1982 : FC Penzberg  Allemagne
- 1982–1983 : TSV Starnberg  Allemagne
- 1983-1984 : TSV Munich 1860  Allemagne
- 1984-1990 : Bayern Munich  Allemagne
- 1990-1996 : VfB Stuttgart  Allemagne
- 1996-1999 : FC Lucerne  Suisse
- 1999-2001 : Unterhaching  Allemagne[1]

## Palmarès
- 2 sélections et 0 buts en équipe d'Allemagne lors de l'année 1985
- Finaliste de la Coupe d'Europe des clubs Champions en 1987 avec le Bayern Munich
- Champion d'Allemagne en 1985, 1986, 1987, 1989 et 1990 avec le Bayern Munich, puis en 1992 avec le VfB Stuttgart
- Vainqueur de la Coupe d'Allemagne en 1986 avec le Bayern Munich
- Finaliste de la Coupe d'Allemagne en 1985 avec le Bayern Munich
- Vainqueur de la Supercoupe d'Allemagne en 1987 avec le Bayern Munich, puis en 1992 avec le VfB Stuttgart